# Forrest, Illinois
Forrest är en ort (village) i Livingston County i Illinois. Vid 2020 års folkräkning hade Forrest 1 041 invånare.